# Гехман, Александр Ефимович
Александр Ефимович Гехман (29 сентября 1949, Москва — 26 февраля 2022, там же) — учёный-химик, специалист в области физической химии, член-корреспондент РАН (2000), лауреат премии имени Л. А. Чугаева (2012).

## Биография
Родился 29 сентября 1949 года в Москве.
В 1972 году окончил МИТХТ имени М. В. Ломоносова, специальность «Технология основного органического синтеза», затем работал там же до 1975 года старшим лаборантом и младшим научным сотрудником кафедры органической химии.
С 1975 года — работа в ИОНХ АН СССР, РАН, где прошел путь от младшего научного сотрудника до заведующего лабораторией металлокомплексного катализа.
В 1995 году защитил докторскую диссертацию, тема: «Молекулярные реакции пероксида водорода: катализ комплексами вольфрама, молибдена и ванадия».
В 2000 году избран членом-корреспондентом РАН.
С 2002 года — профессор кафедры общей и неорганической химии РГУ нефти и газа имени И. М. Губкина.
Также читал лекции в МГТУ имени Н. Э. Баумана.
Был членом учёного совета ИОНХ РАН; курировал исследования трёх научных учреждений по программе Президиума РАН «Фундаментальные основы энергохимических технологий».
Автор 7 патентов и авторских свидетельств, более 60 научных работ.
Под его руководством защищено 2 кандидатские диссертации.
Выступил с пленарным докладом на XXIV Чугаевской конференции (2009, Санкт-Петербург).
Скончался в Москве 26 февраля 2022 года. Похоронен на Донском кладбище (колумбарий 1А, секция 52).

## Награды
- Медаль «В память 850-летия Москвы» (1997)
- Премия имени Л. А. Чугаева (за 2012 год, совместно с И. И. Моисеевым, М. Н. Варгафтиком) — за цикл работ «Координационные соединения в промышленно важных окислительно-восстановительных реакциях»